# 陳心遙
陳心遙（英語：Saville Chan，？—），香港電影監製及編劇、作詞人、作曲人。

## 簡歷
陳心遙先後畢業於九龍華仁書院及1997年畢業於香港中文大學新亞書院人類學系。他和黃修平皆是新亞書院知行樓的宿友，彼此相知。陳曾担任《中大學生報》的編輯，因喜歡電影，偶爾會参與中大電影會的活動。暑假期間曾任職《成報》實習記者、跟黃國忠學習默劇及在香港電台任報導交通消息和助理編導工作。畢業後曾任職電台、公關公司、廣告公司及唱片公司。
2010年創立電影公司目前映畫，2013年首次監製電影《狂舞派》。2016年憑電影《哪一天我們會飛》提名第35屆香港電影金像獎最佳編劇。先後於2014年、2016年、2017年三度獲得香港電影金像獎最佳原創電影歌曲。陳心遙曾任香港電影編劇家協會第十五屆及第十六屆副會長（2019-2023）。他製作電影外，曾於《信報》撰寫專欄，以及現於香港浸會大學電影學院擔任專業應用副教授。

## 電影作品

### 2013年
- 《狂舞派》（監製、編劇）

### 2015年
- 《哪一天我們會飛》（原創故事、監製、編劇）

### 2021年
- 《狂舞派3》（監製）

### 2022年
- 《燈火闌珊》（監製）

## 電視單元劇作品

### 2010年
- 香港電台《愛回家．前二後八》（編劇）

### 2015年
- 香港電台《輕狂歲月．五個買樓的少年》（編劇）

### 2017年
- 香港電台《彩虹交匯處．出走記》（編劇）
- 香港電台《彩虹交匯處．勇》（編劇）

## 音樂作品

### 2000年
- 何潤東 - 罕有（作詞）
- 鄭伊健 - 自動勝利Let's Fight（日本動畫《數碼暴龍》香港版粵語主題曲）（作詞）
- 薛家燕 - 家天下（新城電台節目《家天下》主題曲）（作詞）

### 2001年
- 張學友 - 同屋（作詞）
- 張德豪 - 生日禮物（作詞）

### 2002年
- 王　喜 - 被遺棄（作詞）
- 王　喜 - 風扇（作詞）
- 張鎧潼 - 聽謊的女人（作詞）
- 郭富城 - 一個人的佳節（作詞）
- 梁奕倫、范振鋒 - 好學友（作詞）
- 3G - 女元氣（作詞）
- 葉文輝 - 卡拉O!Babe（新城電台節目《卡拉O!Babe》主題曲）（作詞）

### 2003年
- 戴辛尉 - 今天不回家（作詞）
- 戴辛尉 - 愛戴（作詞）
- 關心妍 - 沒有人可以沒有愛（作詞）
- 文　迪 - 安樂（作詞）
- 蘆　蘆 - 小心男孩（作詞）

### 2004年
- Cream - Super Super Fans（作詞）
- 周國賢 - 物極必反（作詞）
- 周國賢 - 理智與感情（作詞）
- 劉浩龍 - 跳水（作詞）
- 劉浩龍 - 追魂記（作詞）
- 游雅倩 - 當碧咸遇上奧雲（電影《當碧咸遇上奧雲》DVD版主題曲）（作曲、作詞）

### 2005年
- 胡　琳 - 自由像祢（作詞）
- 王　喜 - 難得糊塗（TVB電視劇《鄭板橋》主題曲）（作詞）
- 譚耀文 - 大冒險家（ATV電視劇《大冒險家》主題曲）（作詞）
- 趙　榮 - 大人物（ATV電視劇《大冒險家》插曲）（作詞）

### 2006年
- 胡　琳 - 綠野聲踪（作詞）
- 葉文輝 - 洛奇（作詞）
- 周佩英 - 娜娜（作詞）

### 2007年
- 胡　琳 - 人魚之歌（作詞）
- 張繼聰 - 我們不孤單（作詞）
- 梁曉豐 - 千變萬化（電影《魔術男》主題曲）（作詞）
- 梁曉豐 - 天大秘密（電影《魔術男》插曲）（作詞）
- 郭力行 - 翹（作詞）

### 2008年
- 胡　琳 - 香薰（作詞）
- 葉文輝、關心妍 - 十年一會（作詞）
- 關心妍 - 三心人（作詞）
- 龍世傑 - 明星效應（作詞）

### 2009年
- 周國賢 - 無顧慮的親密（作詞）
- 彭秀慧、翁瑋盈 - 思念是一隻紙飛機（舞台劇《再見不再見》插曲）（作詞）
- 洪子晴 - 安琪兒（作詞）
- 洪子晴 - 先苦後甜（作詞）

### 2010年
- 孫耀威、關心妍、馮曦妤、官恩娜、鄺祖德、鍾舒漫、王梓軒、洪杰、羅力威、亢帥克 - 還看今天（新城電台節目《還看今天》主題曲）（作詞）

### 2011年
- 周子揚 - 木頭車（作詞）
- Singing Square - 共鳴（作詞）

### 2012年
- Twins - 花生騷（作詞）
- 周子揚 - 白夜行（作詞）
- 胡　琳 - 醒來（作詞）
- 梁佑嘉 - 捍衛愛情（作詞）
- 梁佑嘉 - 雜物小姐（作詞）

### 2013年
- DoughBoy、黃宇希 - 狂舞吧（電影《狂舞派》主題曲）（作詞）
- J.Arie - 第一志願（作詞）
- 黃宇希 - The Way We Dance（電影《狂舞派》主題曲）（作詞）

### 2014年
- J.Arie - 道別說愛你（作詞）
- 胡　琳 - 秋光乍洩（作詞）
- 黃宇希 - 自由野（作詞）

### 2015年
- King@C AllStar、顏卓靈 - 戰場上的最後探戈（作詞）
- K.I.S.（羅啟聰）- 東角遊民（作詞）
- K.I.S.（羅啟聰）- 日落塔門（作詞）
- 李拾壹 Feat. 劉以達 - 十個放火的少年（作詞）
- 胡　琳 - 放空（作詞）
- 黃淑蔓、英仁合唱團 - 差一點我們會飛（電影《哪一天我們會飛》主題曲）（作詞）
- 曾素雯 - You And I（電影《哪一天我們會飛》插曲）（作詞）

### 2016年
- Supper Moment - 沙燕之歌（電影《點五步》主題曲）（作詞）
- 劉浩龍 - Taste Of Life（ViuTV電視劇《三一如三》主題曲）（作詞）
- 何　洋 - 友達以上（電影《失戀日》片尾曲）（作詞）

### 2017年
- 太　極 - 廿年（香港電台廣播劇《廿年》主題曲）（作詞）
- 迪　子 - 安卓珍尼（作詞）
- 迪　子 Feat. Bert - 一蓮托生（作詞）
- 黃淑蔓 - 如果青春不會有盡頭（作詞）
- 劉敬雯 - 反方向（作詞）
- 鄧月平 - 女神經（作詞）

### 2018年
- 趙學而 - 黃金花（電影《黃金花》主題曲）（作詞）
- 蔡立兒 - 信號（作詞）
- 顏卓靈 - 沒有人是孤島（作詞）
- 余香凝 - 陽光普照（電影《非同凡響》主題曲）（作詞）
- Jan Curious - Let Us Be The One（電影《無雙》插曲）（作詞）
- A-Lin - 世世（TVB電視劇《守護神之保險調查》主題曲）（作詞）
- 劉敬雯 - Stow Away（電影《葉問外傳：張天志》插曲）（作詞）
- Idol Jr. - Imagine（作詞）
- 鄧月平 - 最佳演員（作詞）
- 曹震豪 - 博奕論（ViuTV電視劇《假若愛有期限》主題曲）（作詞）
- 羅凱鈴 - 破鏡辭（ViuTV電視劇《假若愛有期限》片尾曲）（作詞）
- 黃淑蔓 - 天陰，間中有陽光（作詞）
- 吳業坤 - 守護人（TVB電視劇《守護神之保險調查》片尾曲）（作詞）

### 2019年
- 黃淑蔓 - 一定要得（作詞）
- 楊思琦 - 愛的森林（作詞）
- 羅凱鈴 - 不一樣的我們（作詞）
- 周國賢 - 鑿壁偷光（作詞）
- 張紋嘉 - 願你自由地唱歌（音樂劇《童話．兒童的心底話》主題曲）（作詞）
- 丘展誠、梁景堯、張妙妙、黎京玫 - 防災小將（香港賽馬會災難防護應變教研中心主題曲）（作詞）

### 2020年
- 霍嘉豪、阿弗、劉敬雯、Jan Curious、KIDA Choir - 歡迎嚟到呢座城市（電影《狂舞派3》主題曲）（作詞）

### 2021年
- 余香凝 - 最好陪伴（作詞）
- 鍾舒祺 - Dream All Dreams（電影《遺愛》主題曲）（作詞）
- 柳應廷、香港兒童合唱團 - 神奇之路（電影《媽媽的神奇小子》主題曲）（作詞）

### 2022年
- 黃曉盈、李嘉維 - Do Better（港台電視31節目《體壇無極限》歌曲）（作曲、作詞）
- 鄭伊健 - 遇怪魔我識得變大個（電影《深宵閃避球》主題曲）（作詞）

### 2023年
- 小胡@Yellow! - 燈火闌珊處（電影《燈火闌珊》片尾曲）（作曲、作詞）
- 迪　子 Feat. Sowut - 阿賴耶識（作詞）
- Katy Carr - The Last Neon Light（作曲、作詞）
- 田嘉年 - Rayon Fluorescent（電影《燈火闌珊》插曲）（作曲）
- 布志綸 - 杭嶺之巔（港台電視31節目《杭州亞運前奏》主題曲）（作曲、監製）
- 容祖兒 - 像我們這種女子（電影《女子監獄》主題曲）（作詞）
- 施匡翹、謝高晉 - 同場在奮鬥（香港合球總會宣傳曲）（作詞）
- 陳家樂、朱柏康、岑珈其 - 男人老狗流馬尿（電影《不日成婚2》片尾曲）（作詞）

### 2024年
- 鄧麗欣 - 黑夜孤寂．白晝如焚（電影《白晝如焚》主題曲）（作詞）

## 其他作品
- 小說《絲絲集感II》短篇《雲流向哪方》（1997）（作者）Published by Sky forward comic fictions
- 小說《晶．璃．碎》（1998）（作者）Published by Sky forward comic fictions
- 音樂劇《樹盟》（2008）（作詞）
- 短片《風車》（2009）（編劇）
- 短片《朋友》(友だち)（2011）（導演）
- 電視廣告「及時雨信貸」《反面篇》（2012）（導演）
- 短片《花椒八角咖啡豆》（2012）（編劇）
- 電視廣告「及時雨信貸」《電梯篇》（2013）（導演）
- 電視廣告「及時雨信貸」《手指篇》（2013）（導演）
- MV《道別說愛你》（2014）（導演）
- 廣告短片「譚仔雲南米線」《隊友》（2017）（編劇）
- 廣播劇「香港電台第一台」《廿年》（2017）（編劇）
- 動畫電影《天使愛芭蕾》(Ballerina) 粵語版（2017）（配音導演）
- 動畫電影《狗仔有喜事》(Ozzy) 粵語版（2018）（配音導演）
- 動畫電影《大啤梨歷險記》(The Incredible Story of the Giant Pear) 粵語版（2018）（配音導演）
- 動畫電影《女皇哥基大冒險》(The Queen's Corgi) 粵語版（2019）（配音導演）
- 音樂劇《童話．兒童的心底話》（2019）（創意總監、作詞）
- 動畫電影《魔鏡肥緣》(Red Shoes and the Seven Dwarfs) 粵語版（2019）（配音導演）
- 動畫短片《離騷幻覺．序》（2020）（配音導演）
- 動畫短片《伏魔要在變身後》（2021）（配音導演）
- 散文集《不可辜負眼前壞時光》（2022）（作者）Published by Arcadia Press Limited
- 藝術群展「Lights On!」（2023）（藝術單位）Curated by 100°C at The Fringe Club
- 音樂劇《A+少年奇幻大冒險》（2025）（作詞）

## 獎項及提名
| 獎項                         | 類別             | 作品                            | 結果 |
| ---------------------------- | ---------------- | ------------------------------- | ---- |
| 第33屆香港電影金像獎（2014） | 最佳電影         | 《狂舞派》（監製）              | 提名 |
| 第33屆香港電影金像獎（2014） | 最佳原創電影歌曲 | 《狂舞吧》（填詞）              | 獲獎 |
| 第4屆香港樂評選（2016）      | 年度歌詞         | 《十個放火的少年》              | 獲獎 |
| 第35屆香港電影金像獎（2016） | 最佳編劇         | 《哪一天我們會飛》              | 提名 |
| 第35屆香港電影金像獎（2016） | 最佳原創電影歌曲 | 《差一點我們會飛》（填詞）      | 獲獎 |
| 第36屆香港電影金像獎（2017） | 最佳原創電影歌曲 | 《沙燕之歌》（填詞）            | 獲獎 |
| 第1屆香港電視大獎（2017）    | 單元劇及特別劇獎 | 《彩虹交匯處 ─ 勇》（編劇）     | 提名 |
| 第1屆香港電視大獎（2017）    | 單元劇及特別劇獎 | 《彩虹交匯處 ─ 出走記》（編劇） | 提名 |
| 第38屆香港電影金像獎（2019） | 最佳原創電影歌曲 | 《陽光普照》（填詞）            | 提名 |
| 第38屆香港電影金像獎（2019） | 最佳原創電影歌曲 | 《Let Us Be The One》（填詞）   | 提名 |
| 第57屆金馬獎（2020）         | 最佳原創電影歌曲 | 《歡迎嚟到呢座城市》（作詞）    | 提名 |
| 第40屆香港電影金像獎（2022） | 最佳原創電影歌曲 | 《歡迎嚟到呢座城市》（填詞）    | 提名 |
| 第40屆香港電影金像獎（2022） | 最佳原創電影歌曲 | 《神奇之路》（填詞）            | 提名 |

## 外部連結
- 陳心遙在香港影庫上的簡介